# Olivia Schough
Olivia Alma Charlotta Schough (IPA /skuːɡ/; Vanered, 11 marzo 1991) è una calciatrice svedese, centrocampista offensivo dell'Inter e della nazionale svedese.

## Carriera

### Club
Schough inizia la carriera nel Torup/Rydö FF, club di Torup, piccolo centro abitato nella contea di Halland, vestendo la maglia della squadra fino al 2004. L'anno successivo si trasferisce all'Ullared IK, club di Ullared, giocando sempre a livello giovanile rimanendovi fino all'estate 2007.
Per il resto della stagione e fino al 2009 ha giocato per il Falkenberg, riuscendo a mettersi in luce e ottenendo un ingaggio dal Kopparbergs/Göteborg, e tuttavia grazie al doppio tesseramento rimane fsino a fine stagione e, grazie anche alle 19 reti siglate che la pongono al vertice della classifica marcatrici di Division 2 (quarto livello del campionato svedese di categoria), contribuisce alla vittoria della serie e al successo nelle qualificazioni per la Söderettan.
Conclusi gli impegni con la squadra si trasferisce definitivamente al Kopparbergs/Göteborg, club con il quale rimane in organico per oltre 4 anni. A disposizione del tecnico Martin Pringle dall'estate 2009, Schough fa il suo esordio in Damallsvenskan il 18 giugno, nella difficile trasferta con il Rosengård persa con il risultato di 4-0, rilevando Linnea Liljegärd al 61'. Al suo primo anno con il nuovo club colleziona complessivamente 9 presenze in campionato, entrando in campo dalla panchina in otto occasioni, alle quali si aggiungono le 2, con 3 reti realizzate, in Coppa di Svezia.

Dopo una carriera passata a giocare in Svezia, il 10 gennaio 2025 viene annunciato il suo trasferimento all'Inter per la sua terza esperienza in un campionato estero.

## Statistiche

### Presenze e reti nei club
Statistiche (parziali) aggiornate al 10 maggio 2025.
| Stagione                    | Squadra                     | Campionato                  | Campionato | Campionato | Coppe nazionali | Coppe nazionali | Coppe nazionali | Coppe continentali | Coppe continentali | Coppe continentali | Altre coppe | Altre coppe | Altre coppe | Totale | Totale |
| Stagione                    | Squadra                     | Comp                        | Pres       | Reti       | Comp            | Pres            | Reti            | Comp               | Pres               | Reti               | Comp        | Pres        | Reti        | Pres   | Reti   |
| --------------------------- | --------------------------- | --------------------------- | ---------- | ---------- | --------------- | --------------- | --------------- | ------------------ | ------------------ | ------------------ | ----------- | ----------- | ----------- | ------ | ------ |
| 2009                        | Kopparbergs/Göteborg        | DS                          | 9          | 0          | CS              | 2               | 3               | -                  | -                  | -                  | -           | -           | -           | 11     | 3      |
| 2010                        | Kopparbergs/Göteborg        | DS                          | 21         | 2          | CS              | 2               | 0               | -                  | -                  | -                  | -           | -           | -           | 23     | 2      |
| 2011                        | Kopparbergs/Göteborg        | DS                          | 20         | 1          | CS              | 5               | 5               | UWCL               | 1                  | 0                  | -           | -           | -           | 26     | 6      |
| 2012                        | Kopparbergs/Göteborg        | DS                          | 21         | 1          | CS              | 5               | 3               | UWCL               | 6                  | 3                  | -           | -           | -           | 32     | 7      |
| 2013                        | Kopparbergs/Göteborg        | DS                          | 21         | 4          | CS              | 2               | 0               | -                  | -                  | -                  | -           | -           | -           | 23     | 4      |
| gen.-giu. 2014              | Bayern Monaco               | BL                          | 6          | 0          | CG              | -               | -               | -                  | -                  | -                  | -           | -           | -           | 6      | 0      |
| giu.-dic. 2014              | Rossijanka                  | VD                          | 10         | 0          | CR              | -               | -               | -                  | -                  | -                  | -           | -           | -           | 10     | 0      |
| 2014                        | Eskilstuna United           | DS                          | -          | -          | CS              | 1               | 0               | -                  | -                  | -                  | -           | -           | -           | 1      | 0      |
| 2015                        | Eskilstuna United           | DS                          | 22         | 6          | CS              | 5               | 2               | -                  | -                  | -                  | -           | -           | -           | 27     | 8      |
| 2016                        | Eskilstuna United           | DS                          | 20         | 3          | CS              | 1               | 1               | UWCL               | 4                  | 2                  | -           | -           | -           | 25     | 6      |
| 2017                        | Eskilstuna United           | DS                          | 21         | 8          | CS              | 1               | 0               | -                  | -                  | -                  | -           | -           | -           | 22     | 8      |
| Totale Eskilstuna United    | Totale Eskilstuna United    | Totale Eskilstuna United    | 63         | 17         | -               | 8               | 3               | -                  | 4                  | 2                  | -           | -           | -           | 75     | 22     |
| 2017                        | Kopparbergs/Göteborg        | DS                          | -          | -          | CS              | -               | -               | UWCL               | 2                  | 2                  | -           | -           | -           | 2      | 2      |
| 2018                        | Kopparbergs/Göteborg        | DS                          | 20         | 4          | CS              | 1               | 2               | UWCL               | 1                  | 2                  | -           | -           | -           | 22     | 8      |
| Totale Kopparbergs/Göteborg | Totale Kopparbergs/Göteborg | Totale Kopparbergs/Göteborg | 112        | 12         | -               | 17              | 13              | -                  | 10                 | 7                  | -           | -           | -           | 117    | 32     |
| 2018                        | Djurgården                  | DS                          | -          | -          | CS              | 4               | 1               | -                  | -                  | -                  | -           | -           | -           | 4      | 1      |
| 2019                        | Djurgården                  | DS                          | 21         | 5          | CS              | 1               | 2               | -                  | -                  | -                  | -           | -           | -           | 22     | 7      |
| 2020                        | Djurgården                  | DS                          | 21         | 5          | CS              | 1               | 0               | -                  | -                  | -                  | -           | -           | -           | 22     | 5      |
| Totale Djurgarden           | Totale Djurgarden           | Totale Djurgarden           | 42         | 10         | -               | 6               | 3               | -                  | -                  | -                  | -           | -           | -           | 48     | 13     |
| 2020                        | Rosengård                   | DS                          | -          | -          | CS              | 3               | 2               | UWCL               | 4                  | 0                  | -           | -           | -           | 7      | 2      |
| 2021                        | Rosengård                   | DS                          | 22         | 12         | CS              | 5               | 2               | UWCL               | 2                  | 0                  | -           | -           | -           | 29     | 14     |
| 2022                        | Rosengård                   | DS                          | 26         | 12         | CS              | 3               | 4               | UWCL               | 8                  | 1                  | -           | -           | -           | 317    | 17     |
| 2023                        | Rosengård                   | DS                          | 25         | 12         | CS              | 5               | 5               | UWCL               | 8                  | 3                  | -           | -           | -           | 38     | 20     |
| 2024                        | Rosengård                   | DS                          | 26         | 10         | CS              | -               | -               | -                  | -                  | -                  | -           | -           | -           | 26     | 10     |
| Totale Rosengard            | Totale Rosengard            | Totale Rosengard            | 99         | 46         | -               | 16              | 13              | -                  | 22                 | 4                  | -           | -           | -           | 137    | 63     |
| gen.-giu. 2025              | Inter                       | A                           | 12         | 0          | CI              | 2               | 0               | -                  | -                  | -                  | -           | -           | -           | 14     | 0      |
| Totale carriera             | Totale carriera             | Totale carriera             | 344        | 85         | -               | 49              | 32              | -                  | 36                 | 13                 | -           | -           | -           | 428    | 130    |

### Cronologia presenze e reti in Nazionale
| Cronologia completa delle presenze e delle reti in nazionale ― Svezia | Cronologia completa delle presenze e delle reti in nazionale ― Svezia | Cronologia completa delle presenze e delle reti in nazionale ― Svezia | Cronologia completa delle presenze e delle reti in nazionale ― Svezia | Cronologia completa delle presenze e delle reti in nazionale ― Svezia | Cronologia completa delle presenze e delle reti in nazionale ― Svezia | Cronologia completa delle presenze e delle reti in nazionale ― Svezia | Cronologia completa delle presenze e delle reti in nazionale ― Svezia |
| Data                                                                  | Città                                                                 | In casa                                                               | Risultato                                                             | Ospiti                                                                | Competizione                                                          | Reti                                                                  | Note                                                                  |
| --------------------------------------------------------------------- | --------------------------------------------------------------------- | --------------------------------------------------------------------- | --------------------------------------------------------------------- | --------------------------------------------------------------------- | --------------------------------------------------------------------- | --------------------------------------------------------------------- | --------------------------------------------------------------------- |
| 23-7-2023                                                             | Sydney                                                                | Svezia                                                                | 2 – 1                                                                 | Sudafrica                                                             | Mondiali 2023 - Fase a gironi                                         | -                                                                     | 67’                                                                   |
| 29-7-2023                                                             | Wellington                                                            | Svezia                                                                | 5 – 0                                                                 | Italia                                                                | Mondiali 2023 - Fase a gironi                                         | -                                                                     | 62’                                                                   |
| 2-8-2023                                                              | Hamilton                                                              | Argentina                                                             | 0 – 2                                                                 | Svezia                                                                | Mondiali 2023 - Fase a gironi                                         | -                                                                     | 62’                                                                   |
| 15-8-2023                                                             | Auckland                                                              | Spagna                                                                | 2 – 1                                                                 | Svezia                                                                | Mondiali 2023 - Semifinale                                            | -                                                                     | 77’                                                                   |
| 23-2-2024                                                             | Zenica                                                                | Bosnia ed Erzegovina                                                  | 0 – 5                                                                 | Svezia                                                                | UEFA Women's Nations League 2023-2024 - Spareggi - Play-off A-B       | -                                                                     | 77’                                                                   |
| Totale                                                                |                                                                       | Presenze                                                              | 110                                                                   |                                                                       | Reti                                                                  | 13                                                                    |                                                                       |

## Palmarès

### Club
- Campionato svedese: 2

Rosengård: 2021, 2022
- Campionato svedese di seconda divisione: 1

Eskilstuna United: 2013
- Coppa di Svezia: 3

Kopparbergs/Göteborg: 2011, 2012
Rosengård: 2021-2022
- Supercoppa svedese: 1

Kopparbergs/Göteborg: 2013

### Nazionale
- Argento olimpico: 2

Rio de Janeiro 2016
Tokyo 2020
- Algarve Cup: 1

2018 (condiviso con i Paesi Bassi)